# Ruta de Illinois 9
La Ruta de Illinois 9, y abreviada IL 9 (en inglés: Illinois Route 9) es una carretera estatal estadounidense ubicada en el estado de Illinois. La carretera inicia en el oeste desde la IA 2     en Fort Madison hacia el este en la SR 26  , SR 352   en Cheneyville. La carretera tiene una longitud de 351,3 km (218.31 mi).

## Mantenimiento
Al igual que las autopistas interestatales, y las rutas federales y el resto de carreteras estatales, la Ruta de Illinois 9 es administrada y mantenida por el Departamento de Transporte de Illinois por sus siglas en inglés IDOT.